# Remi Prosper Honnorez
Remi Prosper Honnorez (Leuven, 28 november 1811 - Korbeek-Dijle, 22 december 1872) was een Belgisch edelman.

## Levensloop
- Remi Prosper Honnorez, burgemeester van Korbeek-Dijle, was een zoon van Charles Honnorez en Jeanne De Ridder. Hij trouwde in 1837 in Mechelen met Julie Goubau (1811-1883), de natuurlijke dochter van Ambroise Goubau, heer van Korbeek-Dijle. Ze kregen zeven kinderen. In 1847 werd hij opgenomen in de erfelijke adel.
  - Alfred Honnorez (1849-1906), schepen van Korbeek-Dijle, trouwde in 1874 met Joséphine Fagot (1853-1911). Ze hadden negen kinderen.
    - Michel Edmond Honnorez (1878-1928), arts, burgemeester van Lovenjoel, trouwde in 1903 met Marie-Louise de Bontridder (1878-1955), met afstammelingen tot heden.
    - Albert Honnorez (1887-1955), burgemeester van Hoeilaart, trouwde in 1919 met Léontine Depré (1877-1964), zonder nakomelingen.

  - Léon Honnorez (1858-1941) trouwde in 1884 met Alfréda Carron (1867-1949). Hun enige zoon had geen afstammelingen.